# Zračni napad na vladno poslopje v Mikolajivu
29. marca 2022 so ruske sile med bitko pri Mikolajivu izvedle zračni napad na sedež uprave mikolajivske oblasti. Napad je povzročil najmanj 37 smrtnih žrtev in 34 ranjenih.

## Zračni napad
Zaradi raketnega udara je bila polovica stavbe uničena, v strukturi stavbe je ostala velika luknja, sprožili so se številni požari. Guvernerjeva pisarna je bila uničena.
V zračnem napadu je umrlo 37 ljudi, 34 je bilo ranjenih.
Guverner mikolajevske regije Vitalij Kim je tisto noč zaspal, ni šel v službo in si tako rešil življenje. Sprva je guverner dejal, da je osem ljudi še vedno ujetih pod ruševinami, tri vojake pa pogrešajo.
Ukrajinski predsednik Volodimir Zelenski je kmalu po napadu v videonagovoru za danski Folketing potrdil poročila o zračnem napadu.